# Coleophora cretaticostella
Coleophora cretaticostella é uma espécie de mariposa do gênero Coleophora pertencente à família Coleophoridae.